# 세교동 (평택시)
세교동(細橋洞)은 경기도 평택시의 법정동이다. 서쪽으로 고덕면과 남쪽으로 원평동, 북쪽으로 동탄동, 중앙동, 동쪽으로 비전1동과 경계를 접하고 있다.

## 개요
세교동은 주거, 상업, 공업, 농업지역이 병존하여 도·농간의 균형발전이 이루어지고 있으며, 지제전철역사의 신설과 동서고속도로 등 광역도로망의 통과로 21세기 환황해권 중심의 배후거점 지역으로서의 발전 잠재력이 무한하며, 도시기반 시설의 확충과 세교지구 주거환경 개선사업 등을 통해 쾌적하고 주거 공간을 조성해 나가고 있는 지역이다.

## 교육
- 세교초등학교
- 세교중학교
- 평택여자고등학교

## 교통
- ● 수도권 전철 1호선, 수서고속철도 평택지제역

## 법정동
- 동삭동(東朔洞)
- 신대동(新垈洞)
- 세교동(細橋洞)
- 지제동(芝制洞)

## 아파트
| 단지명                       | 건설사         | 시행사                     | 주소                      | 입주        | 비고 |
| ---------------------------- | -------------- | -------------------------- | ------------------------- | ----------- | ---- |
| 지제역 더샵 센트럴파크 1단지 | 포스코이앤씨   | 지제센토피아 지역주택조합  | 지제동삭1로 163 (동삭동)  | 2020년 10월 |      |
| 지제역 더샵 센트럴파크 2단지 | 포스코이앤씨   | 지제센토피아 지역주택2조합 | 지제동삭2로 177 (동삭동)  | 2020년 8월  |      |
| 지제역 더샵 센트럴파크 3단지 | 포스코이앤씨   | 동삭센토피아 지역주택조합  | 동삭1로22번길 40 (동삭동) | 2021년 7월  |      |
| 지제역 더샵 센트럴시티       | 포스코이앤씨   | 신평택에코밸리㈜           | 지제동삭1로 41 (지제동)   | 2022년 4월  |      |
| 지제역 자이                  | ㈜지에스건설   | 엘케이이앤씨㈜             | 지제동삭3로 11 (세교동)   | 2023년 6월  |      |
| 힐스테이트 지제역            | 현대엔지니어링 | 영신센토피아 지역주택조합  | 지제동삭1로 91 (동삭동)   | 2020년 12월 |      |
| 힐스테이트 지제역 퍼스티움   | 현대건설       | 지제영신4블록 지역주택조합 | 지제동삭3로 14 (동삭동)   | 2022년 12월 |      |
| 힐스테이트 평택 1차          | 현대건설       | ㈜하나자산신탁             | 세교6로 46 (세교동)       | 2018년 2월  |      |
| 힐스테이트 평택 2차          | 현대건설       | ㈜에너지뱅크               | 세교6로 45 (세교동)       | 2018년 4월  |      |
| 힐스테이트 평택 3차          | 현대건설       | ㈜에너지뱅크               | 세교6로 19 (세교동)       | 2019년 2월  |      |
| e편한세상 지제역             | ㈜디엘건설     | ㈜피더블유디앤씨           | 지제동삭1로 220 (동삭동)  | 2022년 12월 |      |
| 세교 1차 원앙부영            | ㈜부영         | ㈜부영                     | 세교공원로 66 (세교동)    | 1996년 5월  |      |
| 세교 2차 원앙부영            | ㈜부영         | ㈜부영                     | 세교공원로 33 (세교동)    | 2000년 12월 |      |
| 향촌현대                     | 현대산업개발   | 현대산업개발               | 세교3로 8 (세교동)        | 1998년 8월  |      |
| 태영 청솔                    | ㈜태영         |                            |                           |             |      |